# Festival Eurovisão da Canção 2002
O Festival Eurovisão da Canção 2002 (em inglês: Eurovision Song Contest 2002, em francês: Concours Eurovision de la chanson 2002 e em estónio: Eurovisiooni lauluvõistlus 2002) foi o 47º Festival Eurovisão da Canção e teve lugar a 25 de maio de 2002 no Saku Suurhall de Tallinn na Estónia, tendo sido realizado pela televisão nacional da Estónia (ETV). Os apresentadores foram Annelli Peebo e Marko Matvere. O país vencedor foi a Letónia, tendo vencido a cantora Marija Naumova ou Marie N com a canção "I Wanna". Participaram neste festival 24 países.

## Local

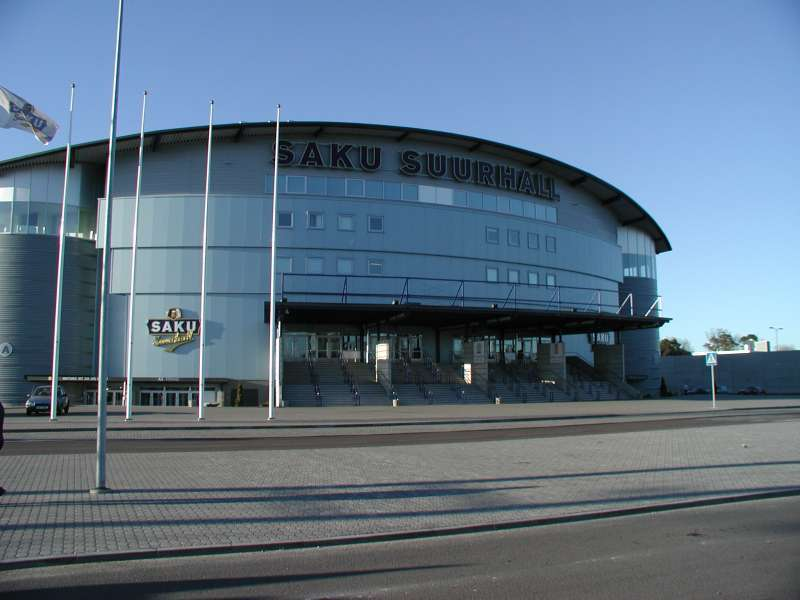
O Saku Suurhall, em Tallin, na Estónia.

O Festival Eurovisão da Canção 2002 ocorreu em Tallin, na Estónia. Tallin é a cidade capital da Estónia, localizada no golfo da Finlândia, na costa norte do país junto ao mar Báltico, a 80 quilómetros a sul de Helsínquia. Tem  cerca de 400 000 habitantes, aproximadamente um terço da população total do país. Tallinn é a mais antiga capital da Europa Setentrional. Era denominada Reval  do século XIII a 1917 e novamente entre 1941 e 1944 (invasão da Alemanha Nazista).
O festival em si realizou-se no Saku Suurhall, uma arena multiusos inaugurada em novembro de 2001, a maior sala polivalente do país.

## Formato
Este foi o primeiro festival realizado num país da Europa Oriental.
As regras desta edição foram publicadas a outubro de 2001.
Em 2002, a União Europeia de Radiodifusão retomou o sistema simples usado em 1994 e 1995 para determinar quais países participariam no concurso. Os países com a pontuação mais baixa (sem contar com a França, a Alemanha, a Espanha e o Reino Unido, que formam o Big Four) do ano anterior foram excluídos, omitindo o número de países necessários para reduzir o número de participantes para 22. Portanto, os primeiros 15 classificados da edição de 2001 e os sete países relegados em 2001 foram classificados, mas a União Europeia de Radiodifusão (EBU) aumentou o seu número de participantes para 24, dando a oportunidade a Israel e Portugal de participarem. Em princípio, Portugal tinha um lugar, mas recusou-se a participar devido a problemas internos na RTP, fazendo com que a Letónia participasse, que acabaria vencendo o concurso.
Esta edição teve um público de acordo com a EBU e televisão estónia de 166 milhões de telespectadores, atingindo as taxas mais altas em Malta (com mais de 90% de share), Suécia e Espanha.
Pela primeira vez, o festival teve um tema "A Modern Fairytale" (Um conto de fadas moderno), que visava unificar a produção do evento em torno de um tema comum. Os "postais" ou vídeos introdutórios dos participantes, por exemplo, transferiram um conto de fadas ou uma lenda popular para a moderna Estónia. O logótipo que acompanhava o tema era composto por 12 pedras coloridas em forma de "e" e o palco refletia as mesmas formas, com uma passerelle, que penetrava no público.
Houve preocupações no início do processo se a emissora estónia ETV seria capaz de financiar o concurso, tendo os Países Baixos se oferecido para organizar o certame; no entanto, as preocupações foram suspensas quando uma combinação de atividades de angariação de fundos e o governo estónio permitiram que eles organizassem o evento.
Apesar de ser uma das favoritas à vitória, a Dinamarca terminou em último com apenas 7 pontos e teve que ficar de fora do concurso do ano seguinte.
A canção "We all", do grupo lituano B'Avarija, foi desqualificada e foi substituída por "Happy You", cantada por Aivaras.
Controvérsias surgiram durante a competição, devido a comentários feitos pelos comentadores sueco e belga, os quais disseram à plateia para que não votassem na canção israelita. A música recebeu zero pontos do público sueco, mas dois dos belgas, terminando em 12º no geral. Também o trio esloveno surgiu no Festival Eurovisão da Canção empregando trajes de hospedeira de bordo de um avião, com fatos/ternos vermelhos. A sua vitória na final eslovena foi fonte de controvérsia: o júri fez uma boa avaliação e houve problemas com o televoto que tinha escolhido a cantora Karen Stavec e foi anulado e a canção dos Sestre foi declarada vencedora. Surgiu ouitro movimento que defendia que se não fosse esta a canção vencedora, a Eslovénia não deveria ser admitida na União Europeia por causa das sua atitude discriminatória perante a homossexualidade.Foram acompanhados por três coristas, vestidos de comissário de bordo, com fatos/ternos brancos. Esses coristas eram Mate Brodar, Jadranka Juras e Anže Langus.

### Cartões postais
Os cartões postais consistiam em vídeos e desenhos animados, transpondo um famoso conto ou lenda na Estónia contemporânea.
| País                 | Conto                              |
| -------------------- | ---------------------------------- |
| Chipre               | Aladino                            |
| Reino Unido          | O Patinho Feio                     |
| Áustria              | Cachinhos Dourados e os Três Ursos |
| Grécia               | Hansel e Gretel                    |
| Espanha              | Frankenstein                       |
| Croácia              | Os Três Irmãos                     |
| Rússia               | O Peixinho Dourado                 |
| Estónia              | A Bela Adormecida                  |
| Macedónia do Norte   | A Princesa Perdida                 |
| Israel               | A Polegarzinha                     |
| Suíça                | Cinderela                          |
| Suécia               | Tapete mágico                      |
| Finlândia            | Os Três Porquinhos                 |
| Dinamarca            | A Pequena Sereia                   |
| Bósnia e Herzegovina | O Príncipe Sapo                    |
| Bélgica              | Barba Azul                         |
| França               | A Princesa que Nunca Sorria        |
| Alemanha             | Pinóquio                           |
| Turquia              | Ali Babá e os Quarenta Ladrões     |
| Malta                | A Bela e o Monstro                 |
| Roménia              | O Flautista de Hamelin             |
| Eslovénia            | Branca de Neve e os Sete Anões     |
| Letónia              | Capuchinho Vermelho                |
| Lituânia             | O Gato de Botas                    |

## Votação
11 dos 24 países usaram o televoto, onde, às 10 canções mais votadas, eram atriuídos 12, 10, 8, 7, 6, 5, 4, 3, 2, 1 ponto, com um júri de salvaguarda, em caso de erros. Um júri nacional era usado em casos de força maior, em que não se pudesse utilizar o televoto. Em 5 países, foi usado o júri e nos outros 8 países foi usado o método 50/50, 50% televoto e 50% júri.
A supervisora executiva da EBU foi Christine Marchal-Ortiz.
Durante a votação, a câmera fez vários close-ups dos artistas. Em particular, Marie N, Ira Losco, Jessica Garlick e Sahlene apareceram.

## Participantes

Países participantes

Durante cerca de 10 meses, todos os países foram escolhendo os seus representantes, assim como as músicas que os mesmos interpretaram em Jerusalém. Para realizar tal selecção, cada país utilizou o seu próprio processo de selecção. Alguns optaram pela selecção interna, que consiste em a televisão organizadora daquele país fazer a escolha; no entanto, por vezes apenas o artista é seleccionado internamente, e a música não. Outros países (a maioria), utilizou um programa de televisão para seleccionar a sua entrada. Quartos de final, semifinais, second-chances e finais, foram realizados durante nos meses antecedentes do Festival (até março) na maioria dos países europeus, cada um com o seu processo próprio.
| País                 | Título original da Canção                  | Artista                        | Processo                                                     | Data da Selecção        |
| País                 | Tradução em Português                      | Idioma                         | Processo                                                     | Data da Selecção        |
| -------------------- | ------------------------------------------ | ------------------------------ | ------------------------------------------------------------ | ----------------------- |
| Alemanha             | "I Can't Live Without Music"               | Corinna May                    | Countdown Grand Prix 2002                                    | 2 de março de 2002      |
| Alemanha             | Não Posso Viver Sem Música                 | Inglês                         | Countdown Grand Prix 2002                                    | 2 de março de 2002      |
| Áustria              | "Say a Word"                               | Manuel Ortega                  | song.null.zwei 2002                                          | 1 de março de 2002      |
| Áustria              | Diz uma palavra                            | Inglês                         | song.null.zwei 2002                                          | 1 de março de 2002      |
| Bélgica              | "Sister"                                   | Sergio & The Ladies            | Eurosong 2002                                                | 17 de fevereiro de 2002 |
| Bélgica              | Irmã                                       | Inglês                         | Eurosong 2002                                                | 17 de fevereiro de 2002 |
| Bósnia e Herzegovina | "Na jastuku za dvoje"                      | Maja Tatić                     | Eurosong BiH 2002                                            | 23 de fevereiro de 2002 |
| Bósnia e Herzegovina | Numa almofada para dois                    | Sérvio & Inglês                | Eurosong BiH 2002                                            | 23 de fevereiro de 2002 |
| Chipre               | "Gimme"                                    | One                            | Seleção interna                                              | -                       |
| Chipre               | Dá-me                                      | Inglês                         | Seleção interna                                              | -                       |
| Croácia              | "Everything I Want"                        | Vesna Pisarović                | Dora 2002                                                    | 10 de março de 2002     |
| Croácia              | Tudo o que Quero                           | Inglês                         | Dora 2002                                                    | 10 de março de 2002     |
| Dinamarca            | "Tell Me Who You Are"                      | Malene                         | Dansk Melodi Grand-Prix 2002                                 | 9 de fevereiro de 2002  |
| Dinamarca            | Diz-me quem és                             | Inglês                         | Dansk Melodi Grand-Prix 2002                                 | 9 de fevereiro de 2002  |
| Eslovénia            | "Samo ljubezen"                            | Sestre                         | EMA 2002                                                     | 16 de fevereiro de 2002 |
| Eslovénia            | Só Amor                                    | Esloveno                       | EMA 2002                                                     | 16 de fevereiro de 2002 |
| Espanha              | "Europe's Living A Celebration"            | Rosa López                     | Operación Triunfo 2002                                       | 11 de março de 2002     |
| Espanha              | A Europa está a viver uma comemoração      | Castelhano & Inglês            | Operación Triunfo 2002                                       | 11 de março de 2002     |
| Estónia              | "Runaway"                                  | Sahlene                        | Eurolaul 2002                                                | 26 de janeiro de 2002   |
| Estónia              | Foge                                       | Inglês                         | Eurolaul 2002                                                | 26 de janeiro de 2002   |
| Finlândia            | "Addicted To You"                          | Laura                          | Euroviisut 2002                                              | 26 de janeiro de 2002   |
| Finlândia            | Viciada em ti                              | Inglês                         | Euroviisut 2002                                              | 26 de janeiro de 2002   |
| França               | "Il faut du temps (je me battrai pour ça)" | Sandrine François              | Euroviisut 2002                                              | 26 de janeiro de 2002   |
| França               | É Preciso Tempo                            | Francês                        | Euroviisut 2002                                              | 26 de janeiro de 2002   |
| Grécia               | "S.A.G.A.P.O."                             | Michalis Rakitzis              | Ellinikoú Telikoú tis Diagonismós Tragoudioú Eurovision 2002 | 26 de fevereiro de 2002 |
| Grécia               | AMO-TE                                     | Inglês                         | Ellinikoú Telikoú tis Diagonismós Tragoudioú Eurovision 2002 | 26 de fevereiro de 2002 |
| Israel               | "Nadlik Beyakhad Ner (Light A Candle)"     | Sarit Hadad                    | Seleção interna                                              | -                       |
| Israel               | Ilumine uma Vela                           | Hebraico & Inglês              | Seleção interna                                              | -                       |
| Letónia              | "I Wanna"                                  | Marie N                        | Eirodziesma 2002                                             | 2 de março de 2002      |
| Letónia              | Eu Quero                                   | Inglês                         | Eirodziesma 2002                                             | 2 de março de 2002      |
| Lituânia             | "Happy You"                                | Aivaras                        | Nacionalinė atranka 2002                                     | 9 de março de 2002      |
| Lituânia             | Tu (estás) feliz                           | Inglês                         | Nacionalinė atranka 2002                                     | 9 de março de 2002      |
| Macedónia do Norte   | "Od Nas Zavisi"                            | Karolina Gočeva                | Skopskiot festival 2002                                      | 16 de fevereiro de 2002 |
| Macedónia do Norte   | Depende de Nós                             | Macedónio                      | Skopskiot festival 2002                                      | 16 de fevereiro de 2002 |
| Malta                | "7th Wonder"                               | Ira Losco                      | Festival Tal-Kanzunetta Maltija 2002                         | 16 de fevereiro de 2002 |
| Malta                | Sétima Maravilha                           | Inglês                         | Festival Tal-Kanzunetta Maltija 2002                         | 16 de fevereiro de 2002 |
| Reino Unido          | "Come Back"                                | Jessica Garlick                | A song for Europe 2002                                       | 3 de março de 2002      |
| Reino Unido          | Volta                                      | Inglês                         | A song for Europe 2002                                       | 3 de março de 2002      |
| Roménia              | "Tell Me Why"                              | Monica Anghel & Marcel Pavel   | Selecţia Naţională 2002                                      | 3 de março de 2002      |
| Roménia              | Diz-me Porquê                              | Inglês                         | Selecţia Naţională 2002                                      | 3 de março de 2002      |
| Rússia               | "Northern Girl"                            | Prime Minister                 | Seleção interna                                              | 4 de março de 2002      |
| Rússia               | Rapariga do Norte                          | Inglês                         | Seleção interna                                              | 4 de março de 2002      |
| Suécia               | "Never Let It Go"                          | Afro-dite                      | Melodifestivalen 2002                                        | 1 de março de 2002      |
| Suécia               | Nunca o deixes ir                          | Inglês                         | Melodifestivalen 2002                                        | 1 de março de 2002      |
| Suíça                | "Dans le jardin de mon âme"                | Francine Jordi                 | Finale Svizzero 2002                                         | 2 de fevereiro de 2002  |
| Suíça                | No jardim da minha alma                    | Francês                        | Finale Svizzero 2002                                         | 2 de fevereiro de 2002  |
| Turquia              | "Leylaklar soldu kalbinde"                 | Buket Bengisu & Group Sapphire | Eurovision Şarkı Yarışması Türkiye Finali 2002               | 15 de fevereiro de 2002 |
| Turquia              | Lilás desabroxado no teu coração           | Turco & Inglês                 | Eurovision Şarkı Yarışması Türkiye Finali 2002               | 15 de fevereiro de 2002 |

## Festival
A abertura da competição começou com um vídeo, lançado com estas palavras: "Era uma vez em uma terra distante..." A Estónia contemporânea foi apresentada nalgumas atrações turísticas, a última mostrando o Saku Suurhall. A câmera revelou então o recinto, onde Tanel Padar e Dave Benton cantaram "Everybody", a música vencedora do ano anterior.
O palco consistia num pódio de vários estágios, que se estendia para o público por um avanço curvo. O conjunto consistia em sete telas em movimento. Finalmente, em ambos os lados do palco, duas telas gigantes foram colocadas.
Os apresentadores foram Annely Peebo e Marko Matvere, que falaram aos espectadores, maioritariamente em inglês e francês e mais raramente e estónio.
Os cartões postais consistiam em vídeos e desenhos animados, transpondo um famoso conto ou lenda na Estónia contemporânea.
Durante o intervalo comercial, Annely Peebo e Marko Matvere fizeram um dueto intitulado "A Little Story in the Music" em que eles declararam o seu amor à música. Este número foi intercalado com vídeos curtos encenando-os em situações românticas. A atuação no final do desfile foi um balé contemporâneo, cantado e dançado, evocando a história da Estónia e intitulado "Rebirth". Coreografado por Teet Kask, o balé foi realizado pela companhia de dança Runo e pelo coral infantil estónio de televisão pública.
| #   | País                 | Idioma              | Artista                        | Canção                                     | Lugar | Pontuação |
| --- | -------------------- | ------------------- | ------------------------------ | ------------------------------------------ | ----- | --------- |
| 1º  | Chipre               | Inglês              | One                            | "Gimme"                                    | 6º    | 85        |
| 2º  | Reino Unido          | Inglês              | Jessica Garlick                | "Come Back"                                | 3º    | 111       |
| 3º  | Áustria              | Inglês              | Manuel Ortega                  | "Say a Word"                               | 18º   | 26        |
| 4º  | Grécia               | Inglês              | Michalis Rakitzis              | "S.A.G.A.P.O."                             | 17º   | 27        |
| 5º  | Espanha              | Castelhano & Inglês | Rosa López                     | "Europe's Living A Celebration"            | 7º    | 81        |
| 6º  | Croácia              | Inglês              | Vesna Pisarović                | "Everything I Want"                        | 11º   | 44        |
| 7º  | Rússia               | Inglês              | Prime Minister                 | "Northern Girl"                            | 10º   | 55        |
| 8º  | Estónia              | Inglês              | Sahlene                        | "Runaway"                                  | 3º    | 111       |
| 9º  | Macedónia do Norte   | Macedónio           | Karolina Gočeva                | "Od Nas Zavisi"                            | 19º   | 25        |
| 10º | Israel               | Hebraico & Inglês   | Sarit Hadad                    | "Nadlik Beyakhad Ner (Light A Candle)"     | 12º   | 37        |
| 11º | Suíça                | Francês             | Francine Jordi                 | "Dans le jardin de mon âme"                | 22º   | 15        |
| 12º | Suécia               | Inglês              | Afro-dite                      | "Never Let It Go"                          | 8º    | 72        |
| 13º | Finlândia            | Inglês              | Laura                          | "Addicted To You"                          | 20º   | 24        |
| 14º | Dinamarca            | Inglês              | Malene                         | "Tell Me Who You Are"                      | 24º   | 7         |
| 15º | Bósnia e Herzegovina | Sérvio & Inglês     | Maja Tatić                     | "Na jastuku za dvoje"                      | 13º   | 33        |
| 16º | Bélgica              | Inglês              | Sergio & The Ladies            | "Sister"                                   | 13º   | 33        |
| 17º | França               | Francês             | Sandrine François              | "Il faut du temps (je me battrai pour ça)" | 5º    | 104       |
| 18º | Alemanha             | Inglês              | Corinna May                    | "I Can't Live Without Music"               | 21º   | 17        |
| 19º | Turquia              | Turco & Inglês      | Buket Bengisu & Group Sapphire | "Leylaklar soldu kalbinde"                 | 16º   | 29        |
| 20º | Malta                | Inglês              | Ira Losco                      | "7th Wonder"                               | 2º    | 164       |
| 21º | Roménia              | Inglês              | Monica Anghel & Marcel Pavel   | "Tell Me Why"                              | 9º    | 71        |
| 22º | Eslovénia            | Esloveno            | Sestre                         | "Samo ljubezen"                            | 13º   | 33        |
| 23º | Letónia              | Inglês              | Marie N                        | "I Wanna"                                  | 1º    | 176       |
| 24º | Lituânia             | Inglês              | Aivaras                        | "Happy You"                                | 23º   | 12        |

### Resultados
A ordem de votação no Festival Eurovisão da Canção 2002, foi a seguinte:

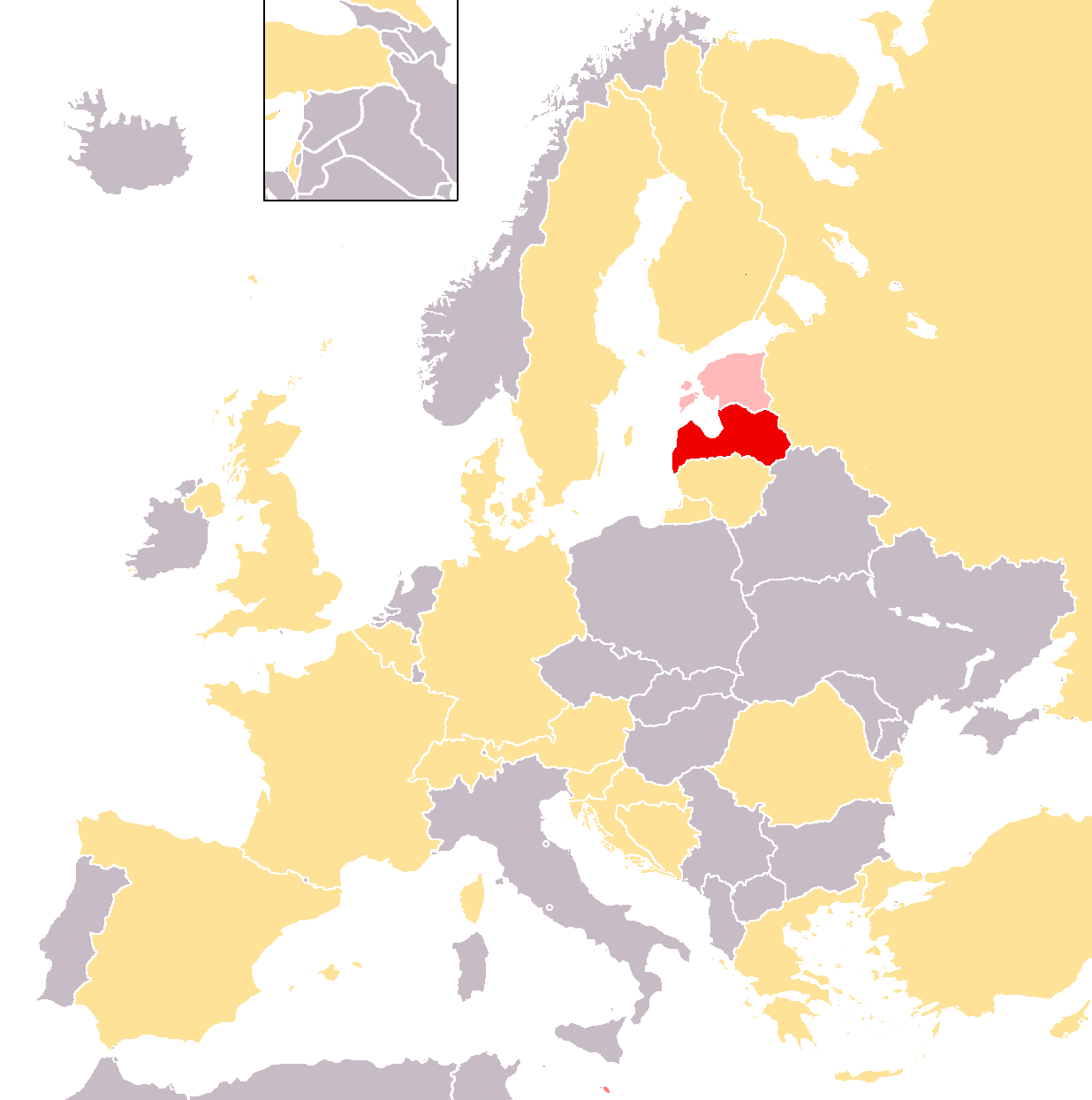
Vencedor
2º classificado
3º classificado

| Países Votantes      | Países Pontuados | Países Pontuados | Países Pontuados | Países Pontuados | Países Pontuados | Países Pontuados | Países Pontuados | Países Pontuados | Países Pontuados   | Países Pontuados | Países Pontuados | Países Pontuados | Países Pontuados | Países Pontuados | Países Pontuados     | Países Pontuados | Países Pontuados | Países Pontuados | Países Pontuados | Países Pontuados | Países Pontuados | Países Pontuados | Países Pontuados | Países Pontuados |
| -------------------- | ---------------- | ---------------- | ---------------- | ---------------- | ---------------- | ---------------- | ---------------- | ---------------- | ------------------ | ---------------- | ---------------- | ---------------- | ---------------- | ---------------- | -------------------- | ---------------- | ---------------- | ---------------- | ---------------- | ---------------- | ---------------- | ---------------- | ---------------- | ---------------- |
| Países Votantes      | Chipre           | Reino Unido      | Áustria          | Grécia           | Espanha          | Croácia          | Rússia           | Estónia          | Macedónia do Norte | Israel           | Suíça            | Suécia           | Finlândia        | Dinamarca        | Bósnia e Herzegovina | Bélgica          | França           | Alemanha         | Turquia          | Malta            | Roménia          | Eslovénia        | Letónia          | Lituânia         |
| Chipre               |                  |                  | 1                | 12               | 7                | 6                | 5                |                  | 3                  |                  |                  |                  | 2                |                  |                      |                  |                  |                  |                  | 10               | 8                |                  | 4                |                  |
| Reino Unido          | 3                |                  |                  |                  | 2                |                  |                  | 7                |                    | 5                |                  | 1                |                  |                  |                      | 4                | 10               |                  |                  | 12               |                  | 6                | 8                |                  |
| Áustria              |                  | 12               |                  |                  |                  | 6                |                  | 3                |                    |                  | 5                | 4                |                  |                  | 7                    |                  |                  | 1                |                  | 8                |                  | 2                | 10               |                  |
| Grécia               | 12               | 7                |                  |                  | 4                | 5                | 2                |                  |                    |                  |                  | 1                |                  |                  |                      |                  | 3                |                  |                  | 6                | 8                |                  | 10               |                  |
| Espanha              | 6                |                  |                  |                  |                  |                  |                  |                  |                    |                  |                  |                  |                  |                  | 3                    | 1                | 8                | 2                | 4                | 10               | 5                | 7                | 12               |                  |
| Croácia              | 10               |                  |                  | 1                | 6                |                  |                  | 5                | 4                  |                  |                  |                  |                  |                  | 7                    |                  |                  |                  | 3                | 12               |                  | 8                | 2                |                  |
| Rússia               | 6                |                  | 1                | 8                |                  |                  |                  | 3                |                    |                  |                  |                  |                  |                  |                      | 7                |                  | 2                |                  | 5                | 12               |                  | 10               | 4                |
| Estónia              | 4                | 6                |                  |                  |                  |                  | 10               |                  |                    |                  |                  | 8                | 5                |                  |                      |                  | 3                | 1                |                  | 7                |                  |                  | 12               | 2                |
| Macedónia do Norte   |                  | 4                |                  |                  |                  | 5                |                  | 6                |                    |                  |                  |                  | 1                |                  | 3                    |                  |                  |                  | 8                | 10               | 12               | 2                | 7                |                  |
| Israel               |                  | 5                |                  |                  | 6                |                  | 1                | 2                |                    |                  |                  | 3                |                  | 4                |                      |                  | 7                |                  |                  | 10               | 8                |                  | 12               |                  |
| Suíça                |                  | 6                | 7                |                  | 12               | 5                |                  |                  |                    | 1                |                  |                  |                  |                  |                      |                  | 10               | 3                |                  | 4                |                  | 2                | 8                |                  |
| Suécia               | 1                | 2                |                  |                  | 7                |                  |                  | 12               |                    |                  |                  |                  | 10               |                  | 6                    | 3                | 8                |                  |                  | 4                |                  |                  | 5                |                  |
| Finlândia            | 4                | 8                |                  |                  |                  |                  | 3                | 10               | 1                  | 5                |                  | 7                |                  |                  |                      |                  | 12               |                  |                  | 2                |                  |                  | 6                |                  |
| Dinamarca            |                  | 6                |                  |                  |                  |                  |                  | 8                |                    | 1                |                  | 10               | 3                |                  | 2                    | 4                | 5                |                  |                  | 12               |                  |                  | 7                |                  |
| Bósnia e Herzegovina |                  | 7                |                  |                  | 6                | 2                |                  | 10               |                    |                  |                  | 12               | 3                |                  |                      |                  | 8                |                  |                  | 4                |                  | 1                | 5                |                  |
| Bélgica              | 3                | 6                | 5                |                  | 12               |                  |                  | 4                |                    | 2                |                  | 1                |                  |                  |                      |                  | 10               |                  |                  | 7                |                  |                  | 8                |                  |
| França               |                  | 1                |                  |                  | 12               |                  |                  |                  |                    | 10               | 3                |                  |                  |                  |                      | 2                |                  |                  | 7                | 6                | 4                | 5                | 8                |                  |
| Alemanha             |                  | 8                |                  |                  | 7                | 3                |                  | 4                |                    | 5                | 2                |                  |                  |                  |                      |                  | 6                |                  |                  | 10               | 1                |                  | 12               |                  |
| Turquia              |                  | 2                | 12               |                  |                  |                  |                  | 8                |                    |                  |                  | 4                |                  | 1                |                      | 10               |                  | 3                |                  | 5                | 7                |                  | 6                |                  |
| Malta                | 12               | 10               |                  |                  |                  |                  | 8                | 2                | 5                  |                  |                  |                  |                  | 1                | 3                    |                  |                  | 4                |                  |                  | 6                |                  | 7                |                  |
| Roménia              | 8                |                  |                  | 6                |                  |                  | 10               | 2                | 12                 | 5                | 3                |                  |                  |                  |                      |                  | 4                | 1                | 7                |                  |                  |                  |                  |                  |
| Eslovénia            | 4                | 8                |                  |                  |                  | 12               |                  | 6                |                    |                  | 1                | 7                |                  |                  | 2                    |                  | 3                |                  |                  | 10               |                  |                  | 5                |                  |
| Letónia              | 8                | 5                |                  |                  |                  |                  | 10               | 12               |                    | 3                | 1                | 4                |                  |                  |                      |                  | 2                |                  |                  | 7                |                  |                  |                  | 6                |
| Lituânia             | 4                | 8                |                  |                  |                  |                  | 6                | 7                |                    |                  |                  | 10               |                  | 1                |                      | 2                | 5                |                  |                  | 3                |                  |                  | 12               |                  |
| Total                | 85               | 111              | 26               | 27               | 81               | 44               | 55               | 111              | 25                 | 37               | 15               | 72               | 24               | 7                | 33                   | 33               | 104              | 17               | 29               | 164              | 71               | 33               | 176              | 12               |
| Lugar                | 6º               | 3º               | 18º              | 17º              | 7º               | 11º              | 10º              | 3º               | 19º                | 12º              | 22º              | 8º               | 20º              | 24º              | 13º                  | 13º              | 5º               | 21º              | 16º              | 2º               | 9º               | 13º              | 1º               | 23º              |
| Países Votantes      | Chipre           | Reino Unido      | Áustria          | Grécia           | Espanha          | Croácia          | Rússia           | Estónia          | Macedónia do Norte | Israel           | Suíça            | Suécia           | Finlândia        | Dinamarca        | Bósnia e Herzegovina | Bélgica          | França           | Alemanha         | Turquia          | Malta            | Roménia          | Eslovénia        | Letónia          | Lituânia         |
| Países Votantes      | Países Pontuados |                  |                  |                  |                  |                  |                  |                  |                    |                  |                  |                  |                  |                  |                      |                  |                  |                  |                  |                  |                  |                  |                  |                  |

| Países Votantes      | Países Pontuados | Países Pontuados | Países Pontuados | Países Pontuados | Países Pontuados | Países Pontuados | Países Pontuados | Países Pontuados | Países Pontuados   | Países Pontuados | Países Pontuados | Países Pontuados | Países Pontuados | Países Pontuados | Países Pontuados     | Países Pontuados | Países Pontuados | Países Pontuados | Países Pontuados | Países Pontuados | Países Pontuados | Países Pontuados | Países Pontuados | Países Pontuados |
| -------------------- | ---------------- | ---------------- | ---------------- | ---------------- | ---------------- | ---------------- | ---------------- | ---------------- | ------------------ | ---------------- | ---------------- | ---------------- | ---------------- | ---------------- | -------------------- | ---------------- | ---------------- | ---------------- | ---------------- | ---------------- | ---------------- | ---------------- | ---------------- | ---------------- |
| Países Votantes      | Chipre           | Reino Unido      | Áustria          | Grécia           | Espanha          | Croácia          | Rússia           | Estónia          | Macedónia do Norte | Israel           | Suíça            | Suécia           | Finlândia        | Dinamarca        | Bósnia e Herzegovina | Bélgica          | França           | Alemanha         | Turquia          | Malta            | Roménia          | Eslovénia        | Letónia          | Lituânia         |
| Chipre               | 0                | 0                | 1                | 12               | 7                | 6                | 5                | 0                | 3                  | 0                | 0                | 0                | 2                | 0                | 0                    | 0                | 0                | 0                | 0                | 10               | 8                | 0                | 4                | 0                |
| Reino Unido          | 3                | 0                | 1                | 12               | 9                | 6                | 5                | 7                | 3                  | 5                | 0                | 1                | 2                | 0                | 0                    | 4                | 10               | 0                | 0                | 22               | 8                | 6                | 12               | 0                |
| Áustria              | 3                | 12               | 1                | 12               | 9                | 12               | 5                | 10               | 3                  | 5                | 5                | 5                | 2                | 0                | 7                    | 4                | 10               | 1                | 0                | 30               | 8                | 8                | 22               | 0                |
| Grécia               | 15               | 19               | 1                | 12               | 13               | 17               | 7                | 10               | 3                  | 5                | 5                | 6                | 2                | 0                | 7                    | 4                | 13               | 1                | 0                | 36               | 16               | 8                | 32               | 0                |
| Espanha              | 21               | 19               | 1                | 12               | 13               | 17               | 7                | 10               | 3                  | 5                | 5                | 6                | 2                | 0                | 10                   | 5                | 21               | 3                | 4                | 46               | 21               | 15               | 44               | 0                |
| Croácia              | 31               | 19               | 1                | 13               | 19               | 17               | 7                | 15               | 7                  | 5                | 5                | 6                | 2                | 0                | 17                   | 5                | 21               | 3                | 7                | 58               | 21               | 23               | 46               | 0                |
| Rússia               | 37               | 19               | 2                | 21               | 19               | 17               | 7                | 18               | 7                  | 5                | 5                | 6                | 2                | 0                | 17                   | 12               | 21               | 5                | 7                | 63               | 33               | 23               | 56               | 4                |
| Estónia              | 41               | 25               | 2                | 21               | 19               | 17               | 17               | 18               | 7                  | 5                | 5                | 14               | 7                | 0                | 17                   | 12               | 24               | 6                | 7                | 70               | 33               | 23               | 68               | 6                |
| Macedónia do Norte   | 41               | 29               | 2                | 21               | 19               | 22               | 17               | 24               | 7                  | 5                | 5                | 14               | 8                | 0                | 20                   | 12               | 24               | 6                | 15               | 80               | 45               | 25               | 75               | 6                |
| Israel               | 41               | 34               | 2                | 21               | 25               | 22               | 18               | 26               | 7                  | 5                | 5                | 17               | 8                | 4                | 20                   | 12               | 31               | 6                | 15               | 90               | 53               | 25               | 87               | 6                |
| Suíça                | 41               | 40               | 9                | 21               | 37               | 27               | 18               | 26               | 7                  | 6                | 5                | 17               | 8                | 4                | 20                   | 12               | 41               | 9                | 15               | 94               | 53               | 27               | 95               | 6                |
| Suécia               | 42               | 42               | 9                | 21               | 44               | 27               | 18               | 38               | 7                  | 6                | 5                | 17               | 18               | 4                | 26                   | 15               | 49               | 9                | 15               | 98               | 53               | 27               | 100              | 6                |
| Finlândia            | 46               | 50               | 9                | 21               | 44               | 27               | 21               | 48               | 8                  | 11               | 5                | 24               | 18               | 4                | 26                   | 15               | 61               | 9                | 15               | 100              | 53               | 27               | 106              | 6                |
| Dinamarca            | 46               | 56               | 9                | 21               | 44               | 27               | 21               | 56               | 13                 | 12               | 5                | 34               | 21               | 4                | 28                   | 19               | 66               | 9                | 15               | 112              | 53               | 27               | 113              | 6                |
| Bósnia e Herzegovina | 46               | 63               | 9                | 21               | 50               | 29               | 21               | 66               | 13                 | 12               | 5                | 46               | 24               | 4                | 28                   | 19               | 74               | 9                | 15               | 116              | 53               | 28               | 118              | 6                |
| Bélgica              | 49               | 69               | 14               | 21               | 62               | 29               | 21               | 70               | 13                 | 14               | 5                | 47               | 24               | 4                | 28                   | 19               | 84               | 9                | 15               | 123              | 53               | 28               | 126              | 6                |
| França               | 49               | 70               | 14               | 21               | 74               | 29               | 21               | 70               | 13                 | 24               | 8                | 47               | 24               | 4                | 28                   | 21               | 84               | 9                | 22               | 129              | 57               | 33               | 134              | 6                |
| Alemanha             | 49               | 78               | 14               | 21               | 81               | 32               | 21               | 74               | 13                 | 29               | 10               | 47               | 24               | 4                | 28                   | 21               | 90               | 9                | 22               | 139              | 58               | 33               | 146              | 6                |
| Turquia              | 49               | 80               | 26               | 21               | 81               | 32               | 21               | 82               | 13                 | 29               | 10               | 51               | 24               | 5                | 28                   | 31               | 90               | 12               | 22               | 144              | 65               | 33               | 152              | 6                |
| Malta                | 61               | 90               | 26               | 21               | 81               | 32               | 29               | 84               | 13                 | 29               | 10               | 51               | 24               | 6                | 31                   | 31               | 90               | 16               | 22               | 144              | 71               | 33               | 159              | 6                |
| Roménia              | 69               | 90               | 26               | 27               | 81               | 32               | 39               | 86               | 25                 | 34               | 13               | 51               | 24               | 6                | 31                   | 31               | 94               | 17               | 29               | 144              | 71               | 33               | 159              | 6                |
| Eslovénia            | 73               | 98               | 26               | 27               | 81               | 44               | 39               | 92               | 25                 | 34               | 14               | 58               | 24               | 6                | 33                   | 31               | 97               | 17               | 29               | 154              | 71               | 33               | 164              | 6                |
| Letónia              | 81               | 103              | 26               | 27               | 81               | 44               | 49               | 104              | 25                 | 37               | 15               | 62               | 24               | 6                | 33                   | 31               | 99               | 17               | 29               | 161              | 71               | 33               | 164              | 12               |
| Lituânia             | 85               | 111              | 26               | 27               | 81               | 44               | 55               | 111              | 25                 | 37               | 15               | 72               | 24               | 7                | 33                   | 33               | 104              | 17               | 29               | 164              | 71               | 33               | 176              | 12               |
| Lugar                | 6º               | 3º               | 18º              | 17º              | 7º               | 11º              | 10º              | 3º               | 19º                | 12º              | 22º              | 8º               | 20º              | 24º              | 13º                  | 13º              | 5º               | 21º              | 16º              | 2º               | 9º               | 13º              | 1º               | 23º              |
| Países Votantes      | Chipre           | Reino Unido      | Áustria          | Grécia           | Espanha          | Croácia          | Rússia           | Estónia          | Macedónia do Norte | Israel           | Suíça            | Suécia           | Finlândia        | Dinamarca        | Bósnia e Herzegovina | Bélgica          | França           | Alemanha         | Turquia          | Malta            | Roménia          | Eslovénia        | Letónia          | Lituânia         |
| Países Votantes      | Países Pontuados |                  |                  |                  |                  |                  |                  |                  |                    |                  |                  |                  |                  |                  |                      |                  |                  |                  |                  |                  |                  |                  |                  |                  |

#### 12 pontos
Os países que receberam 12 pontos foram os seguintes:
| # | Países Pontuados   | Países Votantes                              |
| - | ------------------ | -------------------------------------------- |
| 5 | Letónia            | Alemanha, Espanha, Estónia, Israel, Lituânia |
| 3 | Espanha            | Bélgica, França, Suíça                       |
| 3 | Malta              | Croácia, Dinamarca, Reino Unido              |
| 2 | Chipre             | Grécia, Malta                                |
| 2 | Estónia            | Letónia, Suécia                              |
| 2 | Roménia            | Macedónia, Rússia                            |
| 1 | Áustria            | Turquia                                      |
| 1 | Croácia            | Eslovénia                                    |
| 1 | França             | Finlândia                                    |
| 1 | Macedónia do Norte | Roménia                                      |
| 1 | Grécia             | Chipre                                       |
| 1 | Suécia             | Bósnia e Herzegovina                         |
| 1 | Reino Unido        | Áustria                                      |

## Artistas repetentes
Alguns artistas repetiram a sua experiência Eurovisiva. Em 2002, os repetentes foram:
| País (2002) | Foto | Artista                                        | Ano Anterior | País Representado | Canção                    | Tradução                | Pontuação       | Classificação    |
| ----------- | ---- | ---------------------------------------------- | ------------ | ----------------- | ------------------------- | ----------------------- | --------------- | ---------------- |
| Chipre      |      | Constantinos Christoforou (como parte dos One) | ESC 1996     | Chipre            | "Mono Yia Mas"            | Só para Nós             | 72              | 9º               |
| Roménia     |      | Monica Anghel (com Marcel Pavel)               | ESC 1996     | Roménia           | "Rugă pentru pacea lumii" | Oração pela paz mundial | 11 (semi-final) | 29º (semi-final) |

## Prémios Marcel Bezençon
Pela primeira vez, os Prémios Marcel Bezençon foram entregues às melhores músicas concorrentes na final. Fundada por Christer Björkman (participante do Festival Eurovisão da Canção de 1992 e o atual chefe da delegação sueca) e Richard Herrey (um integrante da banda Herreys, que foi a vencedora do Festival Eurovisão da Canção de 1984), em honra de Marcel Bezençon, um empresário e jornalista suíço responsável por elaborar o Festival Eurovisão da Canção. Os prémios são divididos em 3 categorias; Prémio de Imprensa; Prémio Artístico; e Prémio dos Fãs.
| Categoria          | País      | Artista           | Canção                                     | Resultado final | Pontos |
| ------------------ | --------- | ----------------- | ------------------------------------------ | --------------- | ------ |
| Prémio Artístico   | Suécia    | Afro-dite         | "Never Let It Go"                          | 8º              | 72     |
| Prémio dos Fãs     | Finlândia | Laura             | "Addicted To You"                          | 20º             | 24     |
| Prémio da Imprensa | França    | Sandrine François | "Il faut du temps (je me battrai pour ça)" | 5º              | 104    |

## Notícias (oficial)
- «Site Oficial do Festival Eurovisão da Canção»
- «Site Oikotimes, noticias sobre a Eurovisão, o mais lido em Portugal»
- «Site EscToday, noticias sobre a eurovisão»
- «Site Português, noticias sobre a eurovisão» Arquivado em 28 de maio de  2009, no Wayback Machine.
- «Esctime, noticias sobre o tema»
- «Noticias do festival pelo site Eurovisionary» Arquivado em 30 de junho de  2009, no Wayback Machine.